# 49ers
49ers fue una banda italiana de italo-house y eurodance. Estaba formada por el DJ Gianfranco Bortolotti y la vocalista Dawn Mitchell.
Sus dos mayores éxitos fueron Touch Me y Don't You Love Me, siendo ambos números 1 en 1990.
Touch Me se basó en el sample Rock-a-lott, de Aretha Franklin. Don't You Love Me, asimismo, se basó en un sample de la canción Don't you want me, de Jody Watley.

## Discografía

### Álbumes
- 1990 49ers

### Singles
| Año  | Título                                                               | UK | Irlanda | U.S. Hot 100 | U.S. Club Play |
| ---- | -------------------------------------------------------------------- | -- | ------- | ------------ | -------------- |
| 1990 | "Touch Me"                                                           | 3  | 4       | -            | 1              |
| 1990 | "Don't You Love Me?"                                                 | 12 | 6       | 78           | 1              |
| 1990 | "Girl to Girl"                                                       | 31 | 13      | -            | -              |
| 1992 | "Got to Be Free"                                                     | 46 | -       | -            | 38             |
| 1992 | "The Message"                                                        | 68 | -       | -            | 32             |
| 1995 | "Rockin' My Body"                                                    | 31 | -       | -            | -              |
| 1996 | "Baby I'm Yours" (también conocida como "Call, my body, my mind...") | -  | -       | -            | -              |